# Gran Premi d'Austràlia del 1995
Resultats del Gran Premi d'Austràlia de Fórmula 1 de la temporada 1995 disputat al circuit d'Adelaida el 12 de novembre del 1995.

## Apunts
- Aquest va ser l'últim Gran Premi disputat a Adelaida.
- Aquest Gran Premi és junt amb el Gran Premi d'Espanya de 1969 els únics de la història de la F1 on el primer classificat li treu dues voltes d'avantatge al segon classificat.
- David Coulthard amb l'altre Williams liderava la cursa fins a la volta 20 però en una greu errada va xocar amb la paret d'entrada al pit lane, quedant fora de cursa.

## Resultats
| Posició | Número | Pilot                 | Equip                 | Voltes | Temps/ retirada      | Posició de sortida | Punts |
| ------- | ------ | --------------------- | --------------------- | ------ | -------------------- | ------------------ | ----- |
| 1       | 5      | Damon Hill            | Williams - Renault    | 81     | 1h 49' 15. 946       | 1                  | 10    |
| 2       | 26     | Olivier Panis         | Prost - Mugen - Honda | 79     | + 2 Voltes           | 12                 | 6     |
| 3       | 9      | Gianni Morbidelli     | Footwork - Hart       | 79     | + 2 Voltes           | 13                 | 4     |
| 4       | 7      | Mark Blundell         | McLaren - Mercedes    | 79     | + 2 Voltes           | 10                 | 3     |
| 5       | 4      | Mika Salo             | Tyrrell - Yamaha      | 78     | + 3 Voltes           | 14                 | 2     |
| 6       | 23     | Pedro Lamy            | Minardi - Ford        | 78     | + 3 Voltes           | 17                 | 1     |
| 7       | 21     | Pedro Diniz           | Forti F1 - Ford       | 77     | + 4 Voltes           | 21                 |       |
| 8       | 16     | Bertrand Gachot       | Pacific - Ilmor       | 76     | + 5 Voltes           | 23                 |       |
| Ret     | 3      | Ukyo Katayama         | Tyrrell - Yamaha      | 70     | Motor                | 16                 |       |
| Ret     | 2      | Johnny Herbert        | Benetton - Renault    | 69     | Transmissió          | 8                  |       |
| Ret     | 15     | Eddie Irvine          | Jordan - Peugeot      | 62     | Motor                | 9                  |       |
| Ret     | 30     | Heinz-Harald Frentzen | Sauber - Ford         | 39     | Caixa canvi          | 6                  |       |
| Ret     | 28     | Gerhard Berger        | Ferrari               | 34     | Motor                | 4                  |       |
| Ret     | 25     | Martin Brundle        | Prost - Mugen - Honda | 29     | Viroia               | 11                 |       |
| Ret     | 1      | Michael Schumacher    | Benetton - Renault    | 25     | Col·lisió            | 3                  |       |
| Retirat | 27     | Jean Alesi            | Ferrari               | 23     | Col·lisió            | 5                  |       |
| Retirat | 22     | Roberto Moreno        | Forti F1 - Ford       | 21     | Virolla              | 20                 |       |
| Retirat | 14     | Rubens Barrichello    | Jordan - Peugeot      | 20     | Virolla              | 7                  |       |
| Retirat | 6      | David Coulthard       | Williams - Renault    | 19     | Accident al pit lane | 2                  |       |
| Ret     | 10     | Taki Inoue            | Footwork - Hart       | 15     | Accident             | 19                 |       |
| Ret     | 29     | Karl Wendlinger       | Sauber - Ford         | 8      | Problemes físics     | 18                 |       |
| Ret     | 17     | Andrea Montermini     | Pacific - Ilmor       | 2      | Caixa canvi          | 22                 |       |
| NVS     | 24     | Luca Badoer           | Minardi - Ford        | 0      | Part elèctrica       | 15                 |       |
| NVS     | 8      | Mika Häkkinen         | McLaren - Mercedes    | -      | Ferit                | 24                 |       |

## Altres
- Pole: Damon Hill 1' 15. 505
- Volta ràpida:  Damon Hill 1' 17. 943 (a la volta 51)